# Never Be the Same
«Never Be the Same » (Никогда не буду прежней) — песня в исполнении австралийской певицы Джессики Маубой, из её третьего студийного альбома, «Beautiful». Авторами песни являются сама Джессика Маубой, а также Энтони Эгизи и Дэвид Мьюсемеки. Песня была выпущена 7 марта 2014 года как четвёртый сингл из альбома «Beautiful». Песня получила шестую позицию в чарте ARIA Singles Chart и получила статус золотого сертификата от Австралийской ассоциации звукозаписывающих компаний.

## Позиции в чартах
| Чарт (2014)      | Наивысшая позиция |
| ---------------- | ----------------- |
| Австралия (ARIA) | 6                 |

## Сертификаты
| Регион | Сертификация | Продажи |
| --- | ------------ | ------- |
| Австралия (ARIA) | Золотой      | 35 000^ |
| * Данные о продажах приведены только на основе сертификации. ^ Данные о тиражах приведены только на основе сертификации. |              |         |

## Хронология релиза
| Страна    | Дата                | Формат       | Лейбл                |
| --------- | ------------------- | ------------ | -------------------- |
| Австралия | 7 марта 2014 года   | Video single | Sony Music Australia |
| Австралия | 25 апреля 2014 года | CD single    | Sony Music Australia |